# Aleurotulus pteridophytae
Aleurotulus pteridophytae es un hemíptero de la familia Aleyrodidae, con una subfamilia: Aleyrodinae.
Fue descrita científicamente por primera vez por Martin in Mound, Martin & Polaszek en 1994.